# Elwood (Kansas)
Elwood és una població dels Estats Units a l'estat de Kansas. Segons el cens del 2000 tenia 1.145 habitants.

## Demografia
Segons el cens del 2000, Elwood tenia 1.145 habitants, 446 habitatges, i 313 famílies. La densitat de població era de 217,8 habitants/km².
Dels 446 habitatges en un 37,9% hi vivien nens de menys de 18 anys, en un 49,3% hi vivien parelles casades, en un 15,9% dones solteres, i en un 29,8% no eren unitats familiars. En el 25,8% dels habitatges hi vivien persones soles el 10,8% de les quals corresponia a persones de 65 anys o més que vivien soles. El nombre mitjà de persones vivint en cada habitatge era de 2,57 i el nombre mitjà de persones que vivien en cada família era de 3,07.
Per edats la població es repartia de la següent manera: un 30,9% tenia menys de 18 anys, un 10,2% entre 18 i 24, un 27% entre 25 i 44, un 20,7% de 45 a 60 i un 11,2% 65 anys o més.
L'edat mediana era de 32 anys. Per cada 100 dones de 18 o més anys hi havia 88,8 homes.
La renda mediana per habitatge era de 28.950 $ i la renda mediana per família de 31.136 $. Els homes tenien una renda mediana de 26.103 $ mentre que les dones 17.692 $. La renda per capita de la població era de 12.601 $. Entorn del 16,3% de les famílies i el 17% de la població estaven per davall del llindar de pobresa.

## Poblacions més properes
El següent diagrama mostra les poblacions més properes.